# Међународна унија за заштиту природе
Међународна унија за заштиту природе (МУЗП; енгл. International Union for Conservation of Nature, IUCN) је међународна организација која дјелује у пољу заштите природе и одрживог управљања природним ресурсима. Бави се сакупљањем и анализом података, истраживањем, провођењем пројеката на терену, промовисањем, лобирањем и подучавањем.
Унију су 1948. године основале Уједињене нације. Задатак МУЗП је да „утиче, охрабрује и помаже друштвима у свијету да заштите природу и да осигура да свако кориштење природних ресурса буде правично и еколошки одрживо“. Тај задатак обухвата и писање и израду Црвене листе, у којој се налазе информације о угроженим врстама које су прикупили више од 10.000 научника. Током протеклих деценија, IUCN је проширио свој фокус изван очувања еколошких прилика и сада садржи питања која се односе на родну равноправност, смањење сиромаштва, одрживо пословање и сопствене пројекте. За разлику од других међународних невладиних организација, ИУЦН сама по себи има за циљ мобилизацију јавности у подршци очувању природе. Она покушава да утиче на акције влада, пословних и других интересних група, кроз пружање информација и савета и кроз лобирање и партнерства. Организација је најпознатија широј јавности по састављању и објављивању  листе угрожених врста, која процењује статус очувања врста у свету.
Према критеријумима МУЗП утврђено је шест категорија заштите природних подручја:
- IA - строги резерват природе: заштићено природно подручје којим се управља углавном за научне потребе;
- IB - зона дивљине: заштићено подручје којим се управља углавном са циљем заштите аутохтоних услова;
- II - национални парк: заштићено подручје којим се управља углавном ради заштите екосистема и рекреације;
- III - споменик природе: заштићено подручје којим се управља углавном ради очувања специфичних природних обележја;
- IV - заштићено станиште: заштићено подручје којим се управља углавном ради конзервације путем управљачких интервенција;
- V - заштићени предео: заштићено подручје којим се управља углавном ради заштите предела и рекреације;
- VI - заштићено подручје управљања природним ресурсима: заштићено подручје којим се управља углавном ради уравнотежене употребе природних ресурса.[11][12]

## Историја

### Оснивање
је основан 5. октобра 1948. године у француском градићу Фонтенбло, када су представници влада и организација за очување потписали формални споразум о оснивању Међународне уније за заштиту природе (IUPN). Сматра се да је први гонг владиних и невладиних организација. Иницијатива за успостављање нове организације је дошла из Унеска, а посебно од првог генералног директора, британског биолога Џулијана Хакслија. Он је као први генерални директор Унеска, преузео је иницијативу за успоставу IUCN. Циљеви нове уније су били да подстиче међународну сарадњу у заштити природе, за промоцију националних и међународних акција и да се прикупљају, анализирају и дистрибуирају информације. У време оснивања IUCN је једина међународна организација са фокусом на читав спектар заштите природе (међународна организација за заштиту птица, сада BirdLife International, је основан 1922. године.

### Ране године: 1948-1956
је почео да делује са 65 чланова. Његов секретаријат се налазио у Бриселу, а прва активност је био програм фокусиран на чување врста и станишта, повећање и примена знања, унапређење образовања, промоција међународних споразума и промоције очувања природе. Пружање солидне научне основе за акције очувања природе је центар свих активности; за укључивање стручњака и научника, успостављене су посебне комисије.
IUCN и UNESCO су уско повезани. У заједничкој организацији су од 1949. Конференција о заштити природе (Лејк Суксес, САД): у припреми за ову конференцију по први пут је приређена листа озбиљно угрожених врста, претеча IUCN Црвеној листе угрожених врста. У првим годинама свог постојања, финансирање IUCN готово у потпуности зависило од Унеска, који је био приморан да привремено смањи активности када је овај неочекивано завршио рад, 1954. године.
IUCN је био успешан у привлачењу истакнутих научника и идентификацији важних питања као што су штетно деловања пестицида на дивље животиње, али многе идеје које је развио нису спроведене у дело. То је узроковано неспремношћу да делује у име влада, неизвесности IUCN мандата и недостатак средстава. Године 1956. IUCN је променио име у Међународна унија за заштиту природе и природних ресурса.

### Повећање значаја и признања: 1956-1965
Током 1950-их и 1960-их Европа је ушла у период економског раста, а формалне колоније су постале независне. И једно и друго је имало утицај на рад IUCN. Кроз волонтерско (тј. про боно) укључивање стручњака и њихових комисија, IUCN је био у могућности да покрене пуно акција, док је још радио на ниским прорачунима. Проширио је своје односе са агенцијама УН-а и успоставио везе са Већем Европе. Године 1961, на захтев ECOSOC-а, Економског и социјалног савета организације Уједињених нација, IUCN је објавио прву глобалну листу националних паркова и заштићених подручја која се од тада ажурира. IUCN је најпознатији по објављивању Црвене књиге о статусу очувања врста, која је први пут објављена 1964.
IUCN је почео да игра улогу у развоју међународних уговора и конвенција, почевши са афричком Конвенцијом о очувању природе и природних ресурса. Нова подручја стручности постали су околинско право и одговарајућа законска регулатива.
Африка је била у фокусу многих раних пројеката IUCN у области очувања природе. IUCN је подржао „Јелоустонски модел” управљања заштићеним подручјима, који у циљу заштите природе строго ограничава људско присуство и деловање. IUCN и друге организације за очување су критиковани због заштите природе од људи, а не са људима. Овај модел је првобитно примењен у Африци и играо је улогу у одлуци да се уклоне Масаји из Националног парка Серенгети и заштићеног подручја Нгоронгоро.
Да би створио стабилну финансијску основу за свој рад, IUCN је 1961. учествовао у успостављању Светске фондације за природу (сада Светска фондација за заштиту природе WWF), чији је циљ био рад на прикупљању средстава, односима с јавношћу и повећању јавне подршке. IUCN ће наставити да се фокусира на пружање научних података и развијање односа са међународним телима. Средства које прикупи WWF ће се користити за покривање дела оперативних трошкове IUCN. Такође, 1961. године, седиште IUCN је пресељено из Белгије у град Морж у Швајцарској.

### Учвршћује свој положај у међународном еколошком покрету: 1966-1975
- Африка је била први регијски фокус конзервацијске активности IUCN-a
- Спречавање илегалне трговине дивљим животињама је један од приоритета IUCN-а
- Монголски коњ
- Арабијски орикс
- Калифорнијски кондор
- Океан
- Антарктик
- Шуме мангрове: Примери угрожених врста и угрожених станишта која су у фокусу IUCN програма

Јавна забринутост за стању животне средине шездесетих и седамдесетих година довела је до успостављања нових невладиних организација, од којих су неки (нпр. Гринпис и Friends of the Earth) такође радиле на глобалном нивоу. Многе од ових нових организација биле више активисти и критичари према властима од IUCN који је остао посвећен пружању научно заснованих савета владама. Као резултат тога, IUCN је критикован од стране неких као старомодан и небитан.
Чланство IUCN и даље расло (од 200 је 1961. године порасло на 400 у 1974), формални положај и утицај су повећани. Грантом из Ford Foundation у 1969. омогућено да повећање секретаријата и ширење пословања. Током 1960-их, IUCN лобира у Генералној скупштини УН-а да се створи нови статус за NVO. Резолуцијом 1296, усвојеном 1968. године, одобрен је „консултативни” статус невладине организације. Сама IUCN је на крају акредитована са шест организација УН-а. IUCN је једна од неколико невладиних организација које су формално укључене у припреме Конференције Уједињених народа о људском околишу (Стокхолм, 1972). Na Stokholmskoj  konferenciji na kraju su usvojene tri nove međunarodne konvencije, a IUCN је укључена у њихову израду и проведбу:
- Конвенција о заштити светске културне и природне баштине (1972): IUCN пружа техничку евалуације и мониторинг:
- – Конвенција о међународној трговини угроженим врстама дивље флоре и фауне (1974). IUCN је страна потписница и CITES секретаријат је првобитно у
- Рамсарска конвенција – Конвенција о мочварама од међународног значаја (1975). Секретаријат и даље управља из централе IUCN-а.

IUCN склопио уговор са Програмом за животу околине Уједињених народа UNEP да пружа редовне коментаре из света конзервације. Приходи овог су генерирани, а у комбинацији са све већим приходима преко WWF, ставило организација на релативно звучну финансијску основу, по први пут од 1948. године. Овај период је водио у почетак постепене промене у IUCN-ов приступ очувању. Осигурање опстанка станишта и врста остали су главни циљ, али је расла свест да економске и социјалне захтеве требало узети у обзир. IUCN је почео да објављује смернице о одрживом развоју. Године 1975. Генерална скупштина IUCN усвојила је резолуцију да задржи аутохтоне народе и задовољи њихове традиционална права у националним парковима и заштићеним подручјима. Као резултат тога, IUCN је постао привлачнији организацијама и владама у земљама у развоју.

## Садашњи рад

### IUCN програм 2017–2020
Према свом сајту, IUCN ради на следећим темама: бизнис, климатске промене, економија, екосистеми, право животне средине, очување шума, род, глобална политика, море и поларне области, заштићена подручја, наука и знање, социјална политика, врсте, вода, и светска баштина.
IUCN ради на основу четворогодишњих програма које утврђује чланство. У IUCN програму за 2017–2020. очување природе и биодиверзитета је повезано са одрживим развојем и смањењем сиромаштва. IUCN наводи да има за циљ да има солидну чињеничну основу за свој рад и да узима у обзир знања која имају староседелачке групе и други традиционални корисници природних ресурса.
IUCN програм 2017-2020 идентификује три приоритетне области:
- Вредновање и очување природе.
- Промовисање и подршка делотворном и правичном управљању природним ресурсима.
- Примена решења заснованих на природи за решавање друштвених изазова, укључујући климатске промене, безбедност хране и економски и друштвени развој.[17]

IUCN сам по себи нема за циљ да директно мобилише ширу јавност. Образовање је било део IUCN-овог програма рада од раних дана, али фокус је на укључивању заинтересованих страна и стратешкој комуникацији, а не на масовним кампањама.